# Eriocapitella hupehensis
La anémona del Japón (Eriocapitella hupehensis) es una planta herbácea de la familia de las ranunculáceas. 

## Descripción

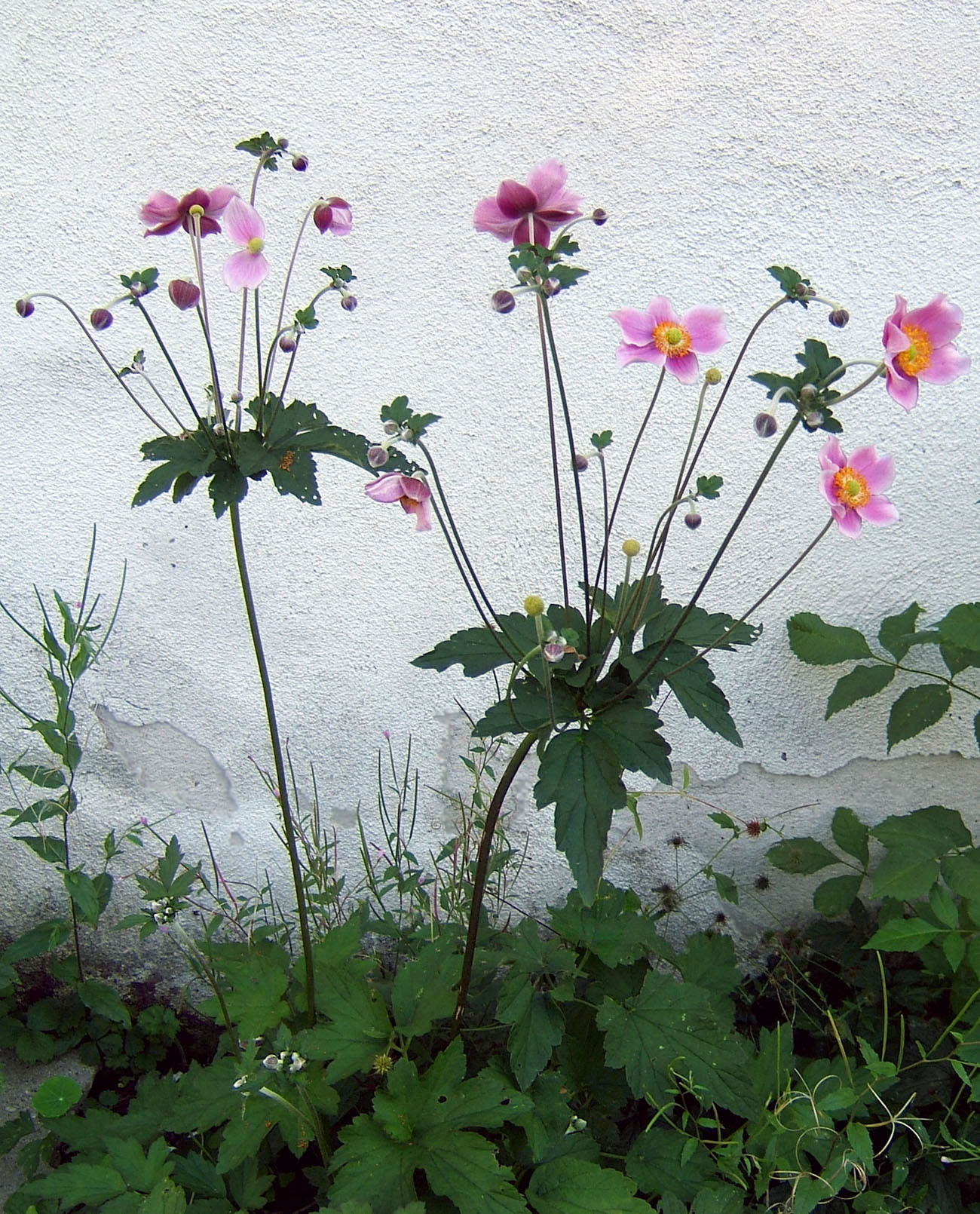
Vista de la planta

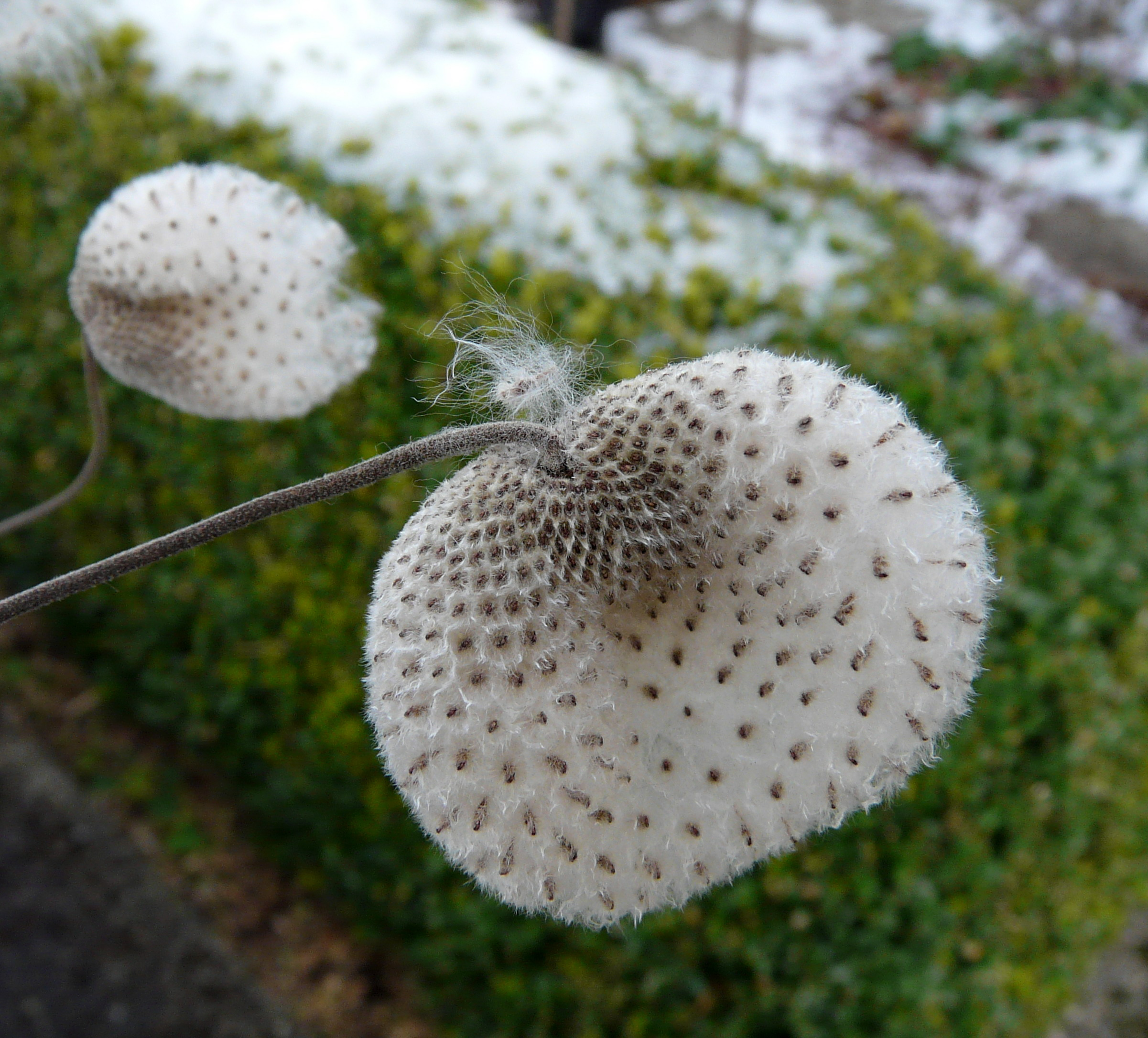
Semillas

Eriocapitella hupehensis alcanza un tamaño de 60 cm-1.1 m de altura, floreciendo de continuo durante varias semanas. Las hojas tienen tres foliolos.
Las flores son de 40-60 mm de ancho, con sépalo de color rosa o blanco y numerosos estambres amarillos que florecen desde mediados de verano a otoño.

## Cultivo
Estas plantas crecen mejor en zonas de sombra y bajo la protección de plantas más grandes, y en todas menos en la más calientes y con las condiciones más secas en los Estados Unidos. Son especialmente sensibles a la sequía o exceso de agua. Pueden ser invasiva o maleza en algunas zonas, aunque puede tomar algún tiempo para establecerse, así mismo, se desarrollan bien en suelos ligeros.
Eriocapitella hupehensis, y su cultivar Honorine Joubert de floración blanca, están entre los más bellos ejemplares de plantas perennes resistentes de floración otoñal.

## Historia
Es nativa de centro de China, a pesar de que se ha naturalizado en Japón durante cientos de años.
La especie fue nombrada en primer lugar y se describe en la Flora Japonica (1784), por Carl Thunberg. Thunberg había recolectado especímenes secos, mientras trabajaba como médico de la Compañía Holandesa de las Indias Orientales. En 1844, Robert Fortune llevó la planta a Inglaterra desde China, donde observó que, a menudo, era plantada alrededor de las tumbas.

## Taxonomía
La especie fue descrita iniciamente como Anemone japonica var. hupehensis por Émile Lemoine y publicado en V. Lemoine et Fils Catalogue et prix-courant 170: 42, en 1908, hoy en día es tanto un sinónimo como el basónimo de esta. Más adelante, sería elevada a especie por el mismo autor en V. Lemoine et Fils Catalogue et prix-courant 176: 40, en 1910, nombre científico que también es un sinónimo actualmente; y ulteriormente sería transferida al género Eriocapitella por Maarten Joost Maria Christenhusz y James W. Byng en Plant Gateway's the Global Flora: A practical flora to vascular plant species of the world 4: 75, en 2018.

#### Etimología
Ver: Eriocapitella
hupehensis: epíteto geográfico que alude a su localización en Hubei. 